# Lise Van Hecke
Lise Van Hecke (Sint-Niklaas, 1º luglio 1992) è una pallavolista belga, opposto delle Queenseis Kariya.

## Carriera

### Club
La carriera professionista di Lise Van Hecke comincia nel 2008 quando entra a far parte dall'Asteríx Kieldrecht, squadra militante nel massimo campionato belga, club con il quale resta legata per tre stagioni, vincendo due scudetti, due coppe nazionali e una Supercoppa belga.
Nella stagione 2011-12 viene ingaggiata dalla Robur Tiboni Urbino, squadra militante nella Serie A1 italiana, dove resta per due annate; nella stagione 2013-14 passa al River di Piacenza, club con il quale in tre annate di militanza vince due Supercoppe italiane, la Coppa Italia 2013-14 ed il campionato 2013-14.
Nella stagione 2015-16 si trasferisce in Brasile vestendo la maglia dell'Osasco, in Superliga Série A, aggiudicandosi il campionato statale paulista; nell'annata seguente approda in Turchia, dove disputa la Sultanlar Ligi col neopromosso Beşiktaş.
Ritorna nella Serie A1 per la stagione 2017-18 con il neopromosso Pesaro e nella stessa categoria milita anche nell'annata successiva con il Cuneo Granda; dopo due annate nella formazione piemontese, per la stagione 2020-21 si accorda con le brianzole della Pro Victoria, sempre nella massima serie italiana, restandovi un biennio e vincendo una Coppa CEV.
Si trasferisce in seguito in Giappone per disputare il campionato 2022-23 con le Hisamitsu Springs, in V.League Division 1, dove milita anche nel campionato seguente, ma con le Toyota Queenseis.

### Nazionale
Nel 2009, con la nazionale belga under 18, vince la medaglia d'oro al campionato europeo di categoria, venendo anche premiata come MVP; lo stesso anno, al campionato mondiale under 18, vince la medaglia di bronzo.
Convocata in nazionale maggiore a partire dal 2007, con le Yellow Tigers vince la medaglia d'argento all'European League 2013 e quella di bronzo al campionato europeo 2013.

## Palmarès

### Club
- Campionato belga: 2

2009-10, 2010-11
- Campionato italiano: 1

2013-14
- Coppa del Belgio: 2

2009-10, 2010-11
- Coppa Italia: 1

2013-14
- Supercoppa belga: 1

2008
- Supercoppa italiana: 2

2013,  2014
- Campionato Paulista: 1

2015
- Coppa CEV: 1

2020-21

### Nazionale (competizioni minori)
- Campionato europeo under 18 2009
- Campionato mondiale under 18 2009
- European League 2013

### Premi individuali
- 2009 - Campionato europeo under 18: MVP
- 2009 - Campionato europeo under 18: Miglior realizzatrice
- 2009 - Campionato europeo under 18: Miglior attaccante
- 2009 - Campionato mondiale under 18: Miglior realizzatrice
- 2011 - Campionato mondiale under 20: Miglior realizzatrice
- 2011 - Campionato mondiale under 20: Miglior servizio
- 2013 - Campionato europeo: Miglior realizzatrice